# 28094 Michellewis
28094 Michellewis è un asteroide della fascia principale. Scoperto nel 1998, presenta un'orbita caratterizzata da un semiasse maggiore pari a 2,5513305 UA e da un'eccentricità di 0,1188772, inclinata di 6,67528° rispetto all'eclittica.